# Halechiniscus tuleari
Halechiniscus tuleari är en djurart som tillhör fylumet trögkrypare, och som beskrevs av Jeanne Renaud-Mornant 1979. Halechiniscus tuleari ingår i släktet Halechiniscus och familjen Halechiniscidae. Inga underarter finns listade i Catalogue of Life.